# Kassako
En kassako är ett företag, ett affärsområde eller en produkt som genererar ett stort fritt kassaflöde över tiden. Kassaflödet är beroende av företagets eller produktens lönsamhet, det vill säga att intäkter är större än kostnader, men även av att överskottet inte binds upp i verksamheten i form av rörelsekapital.
Kassaflödet i ett företag kan användas till att amortera skulder men även som utdelning till ägare. En enskild produkt som utgör en kassako kan bidra till att finansiera andra verksamheter i företaget eller koncernen.